# 稻川誠一 (企業家)
稻川誠一（日语：いながわ せいいち，1925年10月1日—2016年6月28日）於1945年進入鈴木式織機製作所（現稱鈴木公司），1955年成功率領開發小組開發出該公司跨入四輪乘用車的代表作「鈴木Suzulight」，後來擔任該公司的技術部部長、專務董事、董事會會長等職務，並曾獲得日本汽車名人堂（日本自動車殿堂）、藍綬褒章、勳三等瑞寶章等榮譽。2016年6月28日稻川過世，享壽90歲。

## 生平簡歷
大正14年（1925年）10月1日稻川誠一生於靜岡縣，昭和20年（1945年）9月自濱松工業專門學校（今靜岡大學）精密機械科畢業，翌月進入鈴木式織機製作所（現稱鈴木公司）就職。雖然鈴木公司以生產織布機起家，不過首任社長鈴木道雄懷抱著製造汽車的夢想，在資金與人力侷限的情況下，大膽起用生產部門所屬、擁有織布機設計經驗的年輕技師稻川誠一，主導「四輪研究室」的開發工作。該小組模仿德國車廠博格瓦德（（德文）Borgward）製造之洛伊德LP400，終於在1955年10月正式推出鈴木Suzulight。接著在稻川的領導下，1961年推出Suzulight Carry皮卡貨車，1967年4月推出Suzulight Fronte 360轎車。
1964年稻川升任技術部部長，1973年則是董事、技術管理部部長，1981年成為專務董事，1987年1月至1993年6月之間擔任董事會會長，1997年10月從該公司的常任顧問退休。1986年獲得科學技術廳長官獎（科學技術功勞者表彰），翌年4月獲得藍綬褒章，1997年獲頒勳三等瑞寶章。2016年6月28日去世，享壽90歲。

## 內部連結
- 鈴木Suzulight
- 鈴木Carry
- 鈴木Fronte

## 外部連結
- （日語）稲川誠一：本格的軽乗用車の誕生と量産化 （页面存档备份，存于）